# قائم‌مقام نخست‌وزیر لهستان
قائم‌مقام نخست‌وزیر لهستان (انگلیسی: Deputy Prime Minister of Poland) معاون نخست‌وزیر لهستان و عضو شورای وزیران جمهوری لهستان است. قائم‌مقام نخست‌وزیر همچنین می‌تواند یکی از وزرای عضو دولت لهستان باشد. قانون اساسی لهستان هیچ محدودیتی بر شمار افرادی که می‌توانند همزمان عهده‌دار این سمت باشند، وضع نکرده‌است.